# Вавилон 5: Трето пространство
„Вавилон 5: Трето пространство“ (на английски: Babylon 5: Thirdspace) е научнофантастичен филм от поредицата за Вавилон 5. Сценарият е написан от Дж. Майкъл Стразински и е заснет през 1998 г., а режисьор на „Трето пространство“ е Хесус Салвадор Тревино. Главните роли се изпълняват от Брус Бокслайтнър, Мира Фърлан, Патриша Толман, Стивън Фърст Ричард Бигс и Клаудия Крисчън. Филмът е излъчен на 19 юли 1998 г. по канал TNT в рамките на петия сезон на сериала.

## Сюжет
Действието на филма се развива по време на събитията от четвъртия сезон на сериала, веднага след края на войната със Сенките. Огромен по размери артефакт е открит случайно в хиперпространството и транспортиран до Вавилон 5. Заинтересовани от находката, десетки учени от Интер-Планетни Експедиции (IPX) пристигат на станцията. Постепенно става ясно, че артефактът е на повече от един милион години и най-вероятно е създаден от Ворлоните. Капитан Джон Шеридан и подчинените му са въодушевени от откритието, но по необясними причини Лита Александър усеща наближаваща опасност.
Поведението на жителите на станцията прогресивно се изменя и става все по-необичайно. Командир Иванова и Вир Кото започват да сънуват странни сънища. Учените от IPX стигат до извода, че артефактът всъщност е портал към ново, трето измерение, различно от хиперпространството и нормалния космос. Чрез тайна Ворлонска програма, скрита в съзнанието ѝ, Лита разкрива, че съоръжението е построено от Ворлоните, за да могат те да „се свържат с боговете“. Когато отварят портала, те се натъкват не на богове, а на агресивна и опасна раса, която заробва много от тях.
Въпреки предупреждението на Лита, порталът е активиран, вследствие на което бойни кораби на непознатата раса нападат станцията. Капитан Шеридан е принуден да влезе в артефакта и да детонира атомна бомба, която взривява устройството и затваря вратата към третото пространство завинаги.